# 오로라 (디즈니 캐릭터)
오로라 공주(영어: Princess Aurora)는 월트 디즈니 픽처스의 캐릭터이자 세 번째 디즈니 프린세스이다. 1959년 애니메이션 영화 《잠자는 숲속의 미녀》에서 첫 등장했다. 본명보다는 첫 등장 작품의 제목인 잠자는 숲 속의 미녀(Sleeping Beauty)로 널리 알려져 있다.
잠자는 숲속의 미녀(Sleeping Beauty)의 최고 원전은 잠바티스타 바실레의 《Pentamerone》에 수록된 "해, 달 그리고 탈리아"(Sole, Luna e Talia)이며, 샤를 페로의 동화 잠자는 숲속의 미녀(원제: La Belle au bois dormant)로 각색되었다. 우리가 아는 동화의 내용과 가장 가까운 것은 그림 형제의 "작은 브라이어 로즈"(Little Briar Rose)이다.주먹왕 랄프2에서 공주들의 대기실에서 다른 디즈니 공주(픽사 공주도 들어가지만)과 대기하는 모습을 보였다.

## 출연 작품

### 애니메이션
- 《잠자는 숲속의 미녀》(1959)
- 《주먹왕 랄프 2: 인터넷 속으로》(2019)

### 실사 작품
- 《말레피센트》(2014)
- 《말레피센트 2》(2019)
- 디센던츠